# Bothrometopa determinata
Bothrometopa determinata är en tvåvingeart som först beskrevs av Walker 1858.  Bothrometopa determinata ingår i släktet Bothrometopa och familjen fläckflugor. Inga underarter finns listade.